# Château Cortewalle

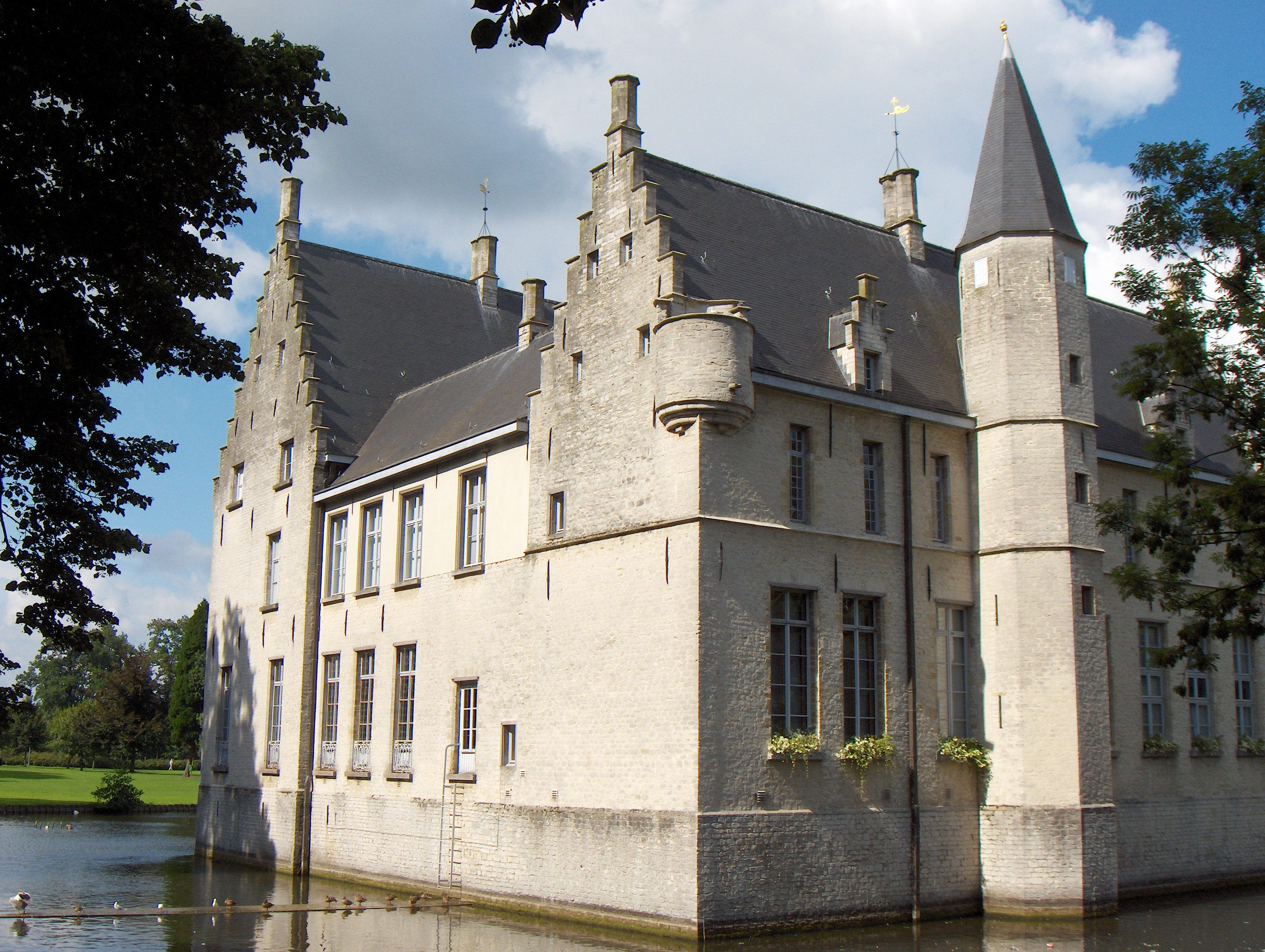
Prise de vue du château Cortewalle.

Le château Cortewalle (en néerlandais : Kasteel Cortewalle) est un château entouré de douves, situé à Beveren (ou Beveren-Waes), en pays de Waes, province de Flandre orientale, en Belgique, habité jadis par la famille de Brouchoven de Bergeyck, actuellement dépôt d'archives.

## Histoire
L'endroit s'appelait Ten Wallen, qui devint en français Cour ten Walle, d'où le nom Cortewalle.
Le château date du XVe siècle et est l'un des plus anciens du Pays de Waas. Il est construit en grès blanc, dans le style de la Renaissance flamande des Pays-Bas méridionaux.
Il fut agrandi par Joost Vijdt (le riche commanditaire du triptyque de l'Adoration de l'Agneau mystique des frères Hubert et Jan van Eyck), qui légua le château à son cousin Joos Triest. Pendant des siècles, il fut la propriété familiale des familles Triest.
Au château serait né Antoine Triest, qui deviendra en 1616 cinquième évêque de Bruges.
Il fut vendu en 1671 à Joannes Francis Goubau et passa à leurs héritiers, la famille de Brouchoven de Bergeyck.
Au XIXe et au début du XXe siècle, la famille de Brouchoven de Bergeyck, en particulier les comtes Charles de Brouchoven de Bergeyck (1801-1875) et Florimond de Brouchoven de Bergeyck (1839-1908), apportèrent les dernières modifications qui donneront à Cortewalle son aspect actuel, comme le pont suspendu et la remise à voitures (à calèches) qui ont remplacé la cour médiévale, ainsi que de nombreux aménagements intérieurs, dont la salle Charles Verlat et la salle bleue. L'intérieur a été entièrement rénové pour la dernière fois et adapté aux temps modernes en 1909 par le dernier comte Charles René de Brouchoven de Bergeyck, entre autres en agrandissant le rez-de-chaussée sur près de la moitié de la cour. Les restaurations de 1979 à 2008 ont redonné au château l'aspect qu'il avait sous le dernier comte.
En 1965, la famille Brouchoven l'a vendu à la commune de Beveren, qui l'utilise comme dépôt des vastes et importantes archives de Bergeyck.
Depuis 1999-2000, les archives de Bergeyck sont à nouveau situées à Cortewalle. Après le décès de la comtesse Joséphine Cornet d'Elzius de Peissant (1877-1960), veuve du comte Charles de Brouchoven de Bergeyck (1875-1935), les archives furent réparties entre les membres de la famille de Bergeyck. Après elle, le château a été vendu et n'a plus été habité. La vente publique de l'intégralité du contenu en 1961 n'a pas non plus été favorable à la préservation. Au fil des années, les archives sont devenues de plus en plus divisées. En 1997, l'association familiale de Brouchoven de Bergeyck a demandé à tous les dépositaires des archives de les reconstituer et de les stocker dans le château ancestral de Cortewalle.
En 2000, la commune de Beveren a conclu un contrat de prêt à usage avec la famille pour les archives collectées. En 2005, une partie des archives du Séminaire Saint-Paul a également été prêtée par le diocèse de Gand.
Depuis 2001, la commune de Beveren emploie du personnel qualifié qui donne accès aux archives. Les archives de Bergeyck sont désormais organisées et inventoriées.
Le château est protégé au titre des monuments depuis le 8 septembre 1971, mais se visite sur rendez-vous. Le parc est public. Les chiens de chasse du comte vivaient dans une niche, qui a fait sensation en 2009 lorsque sa restauration a coûté 10 000 euros.